# معهد ديجي بن للتكنولوجيا

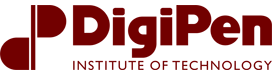
شعار ديجي بن.

معهد ديجي بن للتكنولوجيا هي جامعة تقع في ريدموند في ولاية واشنطن في الولايات المتحدة الأمريكية، ولها إلى جانب ذلك فروع في سنغافورة وإسبانيا.
يقدم المعهد برامج درجة البكالوريوس والماجستير في الفن والرسوم المتحركة، والرياضيات والعلوم وهندسة الحاسوب.